# Paris Saint-Germain Football Club 2003-2004
Questa voce raccoglie le informazioni riguardanti il Paris Saint-Germain Football Club nelle competizioni ufficiali della stagione 2003-2004.

## Maglie e sponsor
Lo sponsor tecnico per la stagione 2003-2004 è Nike, mentre lo sponsor ufficiale è Thomson.
| Casa | Trasferta | Terza divisa |

## Rosa
| N. |                                | Ruolo | Calciatore               |
| -- | ------------------------------ | ----- | ------------------------ |
| 1  | Francia (bandiera)             | P     | Lionel Letizi            |
| 2  | Argentina (bandiera)           | D     | Gabriel Heinze           |
| 3  | Argentina (bandiera)           | D     | Juan Pablo Sorín         |
| 5  | Francia (bandiera)             | D     | Bernard Mendy            |
| 6  | Francia (bandiera)             | D     | Frédéric Déhu (capitano) |
| 8  | Brasile (bandiera)             | A     | Reinaldo                 |
| 9  | Portogallo (bandiera)          | A     | Pauleta                  |
| 10 | Serbia e Montenegro (bandiera) | C     | Branko Bošković          |
| 11 | Francia (bandiera)             | C     | Fabrice Fiorèse          |
| 12 | Marocco (bandiera)             | D     | Talal El Karkouri        |
| 13 | Francia (bandiera)             | D     | Éric Cubilier            |

| N. |                                | Ruolo | Calciatore              |
| -- | ------------------------------ | ----- | ----------------------- |
| 16 | Francia (bandiera)             | P     | Jérôme Alonzo           |
| 18 | Tunisia (bandiera)             | C     | Selim Benachour         |
| 19 | Albania (bandiera)             | C     | Lorik Cana              |
| 20 | Portogallo (bandiera)          | C     | Hugo Leal               |
| 21 | Francia (bandiera)             | C     | Romain Rocchi           |
| 23 | Camerun (bandiera)             | C     | Modeste M'Bami          |
| 24 | Francia (bandiera)             | D     | José-Karl Pierre-Fanfan |
| 25 | Francia (bandiera)             | A     | Alioune Touré           |
| 28 | Serbia e Montenegro (bandiera) | A     | Danijel Ljuboja         |
| 30 | Algeria (bandiera)             | P     | Mohamed Benhamou        |
| 33 | Costa d'Avorio (bandiera)      | A     | Franck Dja Djédjé       |

## Risultati

### Coppa delle Coppe
| Arbitro: | Sars |

|                                                   |                      |                                               |
| Yepes 90’                                         | Marcatori            | 50’ Fiorèse                                   |
| Toulalan Vahirua Yepes Armand Da Rocha Faé Berson | Tiri di rigore 3 – 4 | Dehu Heinze Hugo Leal Cana Sorín Mendy M'Bami |

| Arbitro: | Bré |

|             |           |  |
| Pauleta 65’ | Marcatori |  |